# Comté de Somervell
Le comté de Somervell, en anglais : Somervell County, est un comté situé au nord-est de la partie centrale de l'État du Texas aux États-Unis. Fondé le 13 mars 1875, le siège de comté est la ville de Glen Rose. Selon le recensement des États-Unis de 2020, sa population est de 9 205 habitants. Le comté a une superficie de 497,1 km2, dont 487,9 km2 en surfaces terrestres. Le comté est nommé en référence au général Alexander Somervell.

## Organisation du comté
Le comté est fondé le 22 janvier 1858, à partir de terres du comté de Hood. Le comté a été baptisé par erreur Somerville. Il est totalement organisé en avril 1875, sous le nom de comté de Somervell, la juste appellation étant confirmée le 19 novembre 1876.
Le comté est baptisé à la mémoire d'Alexander Somervell,  un général, qui a conduit, en 1842, une expédition punitive au Mexique pour la république du Texas,,,.

## Géographie
Le comté de Somervell est situé sur le plateau d'Edwards au centre de l'État du Texas, aux États-Unis,. Il fait partie des Grandes Plaines et de la région des Cross Timbers.
Il a une superficie totale de 497,1 km2, composée de 487,9 km2 de terres et de 14,2 km2 de zones aquatiques.

## Comtés adjacents
|               | Comté de Hood      |                  |
| Comté d'Erath | comté de Somervell | Comté de Johnson |
|               | Comté de Bosque    |                  |

## Démographie
Lors du recensement de 2010, le comté comptait une population de 8 491 habitants. Elle est estimée, en 2017, à 8 845 habitants,.

Pyramide des âges du comté de Somervell (2000).